# Сага об Инглингах
«Са́га об Ингли́нгах» (др.-исл. Ynglinga saga) — один из важнейших источников по ранней истории Скандинавии. Написана на древнеисландском языке, предположительно, в 1220—1230 гг. Автор саги — крупнейший историк средневековой Скандинавии, исландец Снорри Стурлусон. Сага относится к так называемым «королевским сагам» и является первой частью сборника Снорри «Круг земной».
В «Саге об Инглингах» повествуется о 30 предках норвежского конунга Рёгнвальда Достославного из династии Инглингов, к которой принадлежали первые исторические правители Швеции и Норвегии.
«В этой песне названы тридцать предков Рёгнвальда и рассказано о смерти и месте погребения каждого из них» («Круг Земной». Пролог).
Также Снорри добавляет эпизоды о четырёх правителях, которые подчиняли себе Уппсалу — Ньёрде, Хаки, морском конунге Сёльви и Иваре Широкие Объятья.
На русский язык сагу перевел М. И. Стеблин-Каменский.

## География
География саги не ограничивается современными территориями Швеции (где первоначально обосновались Инглинги) и Норвегии. Снорри Стурлусон упоминает о походах викингов в другие страны, сообщает, что Ивар Широкие Объятья подчинил себе не только шведскую державу, но также датскую (Danmörk, гл. 20) и «восточную» (Austrveg, то есть страны к востоку от Балтийского моря), страну саксов (Saxland, гл. 5) и пятую часть Англии (England, гл. 45). В Саге также упомянуты Чёрная Страна (Bláland, гл. 1), Гардарики (Garðaríki, гл. 5), Страна Турков (Tyrkland, гл. 5, 15), Финляндия (Finnland, гл.16), Эстония (Eistland, гл.36), Страна Сарацинов (Serkland, гл. 1).
Упомянут Нёрвасунд (Nörvasundum, Гибралтарский пролив), Йорсалаланд (Jórsalaland, Палестина), Свартахав (Чёрное море). Северное Причерноморье к западу от Дона (Tanakvísl) названо страной Ванов (Vanaheimr), а восточная — страной асов (Ásaland, Ásaheimr), где столицей был Асгард (Ásgarð).

## Историческая основа
В научных кругах наиболее распространено мнение, что первые 18 глав саги восходят к языческим мифам и не содержат никаких реальных исторических сведений. Однако эта позиция оспаривается некоторыми исследователями, в частности, Туром Хейердалом. Начиная с XIV гл., пишет М. И. Стеблин-Каменский, в повествовании просматриваются мотивы, характерные для героических сказаний. Позже появляются некоторые реальные исторические факты: походы викингов (гл. XXII), существование в Швеции многих местных конунгов (гл. XXVII), освоение новых земель в Швеции (гл. XXX, XXXVI, XLII). Некоторые события частично перекликаются с древнеанглийской поэмой «Беовульф». Например, Онгентеов, Охтхере, Эадгильс и Онела, упоминаемые в «Беовульфе», бесспорно, соответствуют Эгилю, Оттару, Адильсу и Али «Саги об Инглингах».
В связи с тем, что один из походов, описываемых в поэме, имел место, согласно франкскому историку Григорию Турскому, в 516 г., предпринимались попытки датировки «Саги об Инглингах». Известный шведский археолог Б. Нерман предложил следующую датировку: смерть Агни — начало V в.; смерть Альрека и Эйрика, а также Ингви и Альва — первая пол. V в.; смерть Ёрунда — после середины V в.; смерть Ауна — конец V в. или не позднее 500 г.; смерть Эгиля — незадолго до 516 г.; смерть Оттара — около 525 г.; смерть Адильса — около 575 г.; смерть Эйстейна — конец VI в. или не позднее 600 г.; смерть Ингвара — около 600 г. или в начале VII в.; смерть Энунда — около 640 г.; смерть Ингьяльда — вскоре после 650 г.; смерть Олава Дровосека — конец VII в.; смерть Хальвдана Белая Кость — до 750 г.; смерть Эйстейна — конец VIII в.; смерть Хальвдана Щедрого — начало IX в.; смерть Гудрёда — 821 г.; рождение Олава Альва из Гейрстадира — 801 г.; смерть Рёгнвальда Достославного — 855—865 гг. Разумеется, отмечает Стеблин-Каменский, все эти датировки — только гипотеза.
Некоторые сведения «Саги об Инглингах» подтверждаются археологическими раскопками. Например, в Швеции в Старой Уппсале расположены три могильных Королевских кургана. Они датированы V—VI вв. В них, по преданию, захоронили конунгов Ауна, Эгиля и Адильса. Близ Венделя в Уппланде находится другой курган, где, по преданию, похоронили Оттара по прозвищу Вендельская ворона (гл. XXVII). Другие два захоронения, связанные с персонажами «Саги об Инлингах», обнаружены в Норвегии. Предполагается, что в кургане в Гокстаде погребли Олава Альва из Гейрстадира, а в кургане в Осеберге — жену Гудрёда Асу.

## Содержание
Сага начинается с описания стран мира, концентрируя внимание слушателей на стране Асов. Столицей Асов был город Асгард, где правил непобедимый Один. Врагами Асов были Ваны. После одной из войн два народа обменялись заложниками. Ньёрд, Фрейр, Квасир стали жить среди Асов, а Мимир и Хёнир — среди Ванов. Во время вспышки недовольства Ваны отрубили голову Мимира и послали её Одину, но тот смог оживить голову мудреца. Будучи ясновидцем, Один однажды увидел, что если народ его останется на прежнем месте, то падёт под натиском римских легионов. Оставив правителями в Асгарде своих братьев Вилли и Ве, Один, вместе со значительной частью племён Асов и Ванов отправился в длительное путешествие. Сначала на запад — в Гардарики, затем на юг — в страну Саксов. Оттуда Один отправился на остров Фюн, на территории современной Дании. Сын Одина Скьёльд женился на Гевьон и жил на острове Зеландия. Оттуда власть Асов распространилась на Уппсалу и окрестные земли. Один прославился как певец и колдун. Он ввёл в своей стране «те законы, которые были раньше у Асов» — обычай трупосожжения и захоронения в курганах. Когда Один умер, королём малой (исторической) Свитьод (Швеции) стал Ньёрд. После него правил Фрейр-Ингви, превративший Уппсалу в столицу Швеции. От него пошли Инглинги.
После смерти Фрейра правил его сын Фьёльнир, а затем его сын Свейгдир, который стремился отыскать землю предков. Свейгдир побывал в Ванахейме, откуда привез жену Вану. У них родился сын Ванланди (Vanlandi). Ванланди женился на девушке из Финляндии и у них родился сын Висбур (Vísburr). Затем правили его прямые потомки Домальди (Dómaldi), Домар (Dómarr), Дюггви (Dyggvi) и Даг (Dagr).
В дальнейшем повествовании появляются протоисторические персонажи.
В XIX гл. рассказывается о конунге Агни, его походе в страну Финнов и нелепой смерти.
В XX гл. рассказывается о конунгах Альреке и Эйрике, которые, как «думают люди», убили друг друга.
В XXI гл. похожая судьба настигла конунгов Ингви и Альва.
В XXII гл. рассказывается о конунге Хуглейке, у которого при дворе было «много разных скоморохов, арфистов и скрипачей». Хуглейк потерял страну после нападения на неё морского конунга Хаки.
В XXIII гл. инглинги Йорунд и Эйрик сразились с Хаки, потерпели поражение, но смертельно ранили морского конунга.
В XXIV гл. рассказывается о гибели Йорунда в походе на Данию.
В XXV гл. помещен сказочный эпизод о многолетнем (с перерывами) правлении конунга Ауна, который приносил в жертву своих сыновей взамен долголетия.
В XXVI гл. рассказывается о противостоянии конунга Эгиля и его беглого раба, а также о смерти Эгиля от быка.
В XXVII гл. рассказывается о ссоре Оттара с датским конунгом и гибели Оттара в бою.
XXVIII-XXIX гл. посвящены конунгу Адильсу и его вражде с саксами и датчанами.
В XXX—XXXI гл. рассказывается о конунге Эйстейне и о том, как он уступил державу морскому конунгу Сёльви.
В XXXII гл. рассказывается о конунге Ингваре, его походах в восточные страны и гибели в бою с эстами.
В XXXIII-XXXV гл. рассказывается о конунге Энунде, отомстившем эстам за отца и строившем по всей Швеции дороги.
XXXVI—XXXIX гл. посвящены конунгу Ингьяльду, который хитростью и коварством захватил соседние земли.
В XL-XLI (40-41) гл. рассказывается о героической гибели Ингьяльда и о том, как инглинги потеряли шведскую державу.
В XLII-XLIII (42-43) гл. рассказывается о бегстве конунга Олава Лесоруба в Вермланд и о том, как его принесли в жертву из-за неурожая.
В XLIV-XLV (44-45) гл. рассказывается о могущественном конунге Хальвдане Белая Кость и его завоеваниях.
В XLVI (46) гл. рассказывается о конунге Эйстейне Громе и его гибели в результате колдовства.
В XLVII (47) гл. рассказывается о конунге Хальвдане, чьи люди получали много золотых монет, но жили впроголодь.
В XLVIII (48) гл. сообщается конунге Гудрёде Охотнике и его гибели от руки убийцы.
В заключительной XLIX (49) гл. рассказывается о конунгах Олаве Альве из Гейрстадира и его сыне Рёгнвальде, в честь которого Тьодольв из Хвинира сложил свой «Перечень Инглингов».

## Композиционное построение
Повествование в «Саге об Инглингах» представляет собой последовательность относительно независимых эпизодов, и каждый эпизод, как отмечает Е. А. Мельникова, посвящён деяниям одного из правителей. Особое значение придаётся трём моментам в «биографии конунга»: приход к власти, обстоятельства смерти, место погребения. Однако, в отличие от «Перечня Инглингов», висы которого Снорри постоянно приводит в подтверждении своих слов, и в правдивости которых он не сомневается, Стурлусон рассказывает об огромном количестве других событий, не всегда упоминаемых Тьодольвом: военные походы, нападения на другие земли, семейные отношения, свадьбы и т. д., а также дает характеристики конунгам. Интерес у Снорри вызывают и градоустроительные деяния конунгов: возведение дорог, установление системы хуторов, в которых собиралась дань, и др.

## Издания
Впервые «Сага об Инглингах» была переведена на английский язык шотландским очеркистом Сэмюэлем Лэйнгом в 1844 г. Первым на русский язык сагу перевел С. Д. Ковалевский. Перевод был опубликован в 1972 г. в журнале «Средние века». В 1980 г. увидело свет издание «Круга Земного», подготовленное коллективом авторов: А. Я. Гуревич, Ю. К. Кузьменко, О. А. Смирницкая и М. И. Стеблин-Каменский. Непосредственно «Сагу об Инглингах» издания 1980 г. перевел М. И. Стеблин-Каменский. Подробнее см. «Круг Земной».

## Публикации на русском языке
- Снорри Стурлусон. Круг Земной. — М.: Наука, 1980.
- Снорри Стурлусон. Круг Земной. — М.: Ладомир, Наука, 1995 (репринтное издание 1980 г.).
- Снорри Стурлусон. Круг Земной. — М.: Ладомир, 2002 (репринтное издание 1980 г.).